# Passaic County
Passaic County (amerikanskt uttal: [pəˈseɪ.ᵻk], lokalt även [pəˈseɪk]) är ett administrativt område i delstaten New Jersey, USA. Passaic är ett av 21 countyn i delstaten och ligger i den norra delen av New Jersey, samt i västra delen av New Yorks storstadsregion. Vid 2010 års folkräkning hade Passaic County 501 226 invånare. Den administrativa huvudorten (county seat) och största staden är Paterson, med 146 199 invånare 2010.

## Geografi
Enligt United States Census Bureau har countyt en total area på 510 km². 480 km² av den arean är land och 30 km² är vatten. 

### Angränsande countyn
- Orange County, New York - nord
- Rockland County, New York - nordöst
- Bergen County, New Jersey - öst
- Essex County, New Jersey - syd
- Morris County, New Jersey - sydväst
- Sussex County, New Jersey - väst

## Orter och kommuner
Passaic County indelas i följande primärkommuner, med data från 2010 års federala folkräkning: Andra orter som inte har självständig kommunstatus listas som del av sin kommun, de flesta definierade som census-designated places inom ett township. 

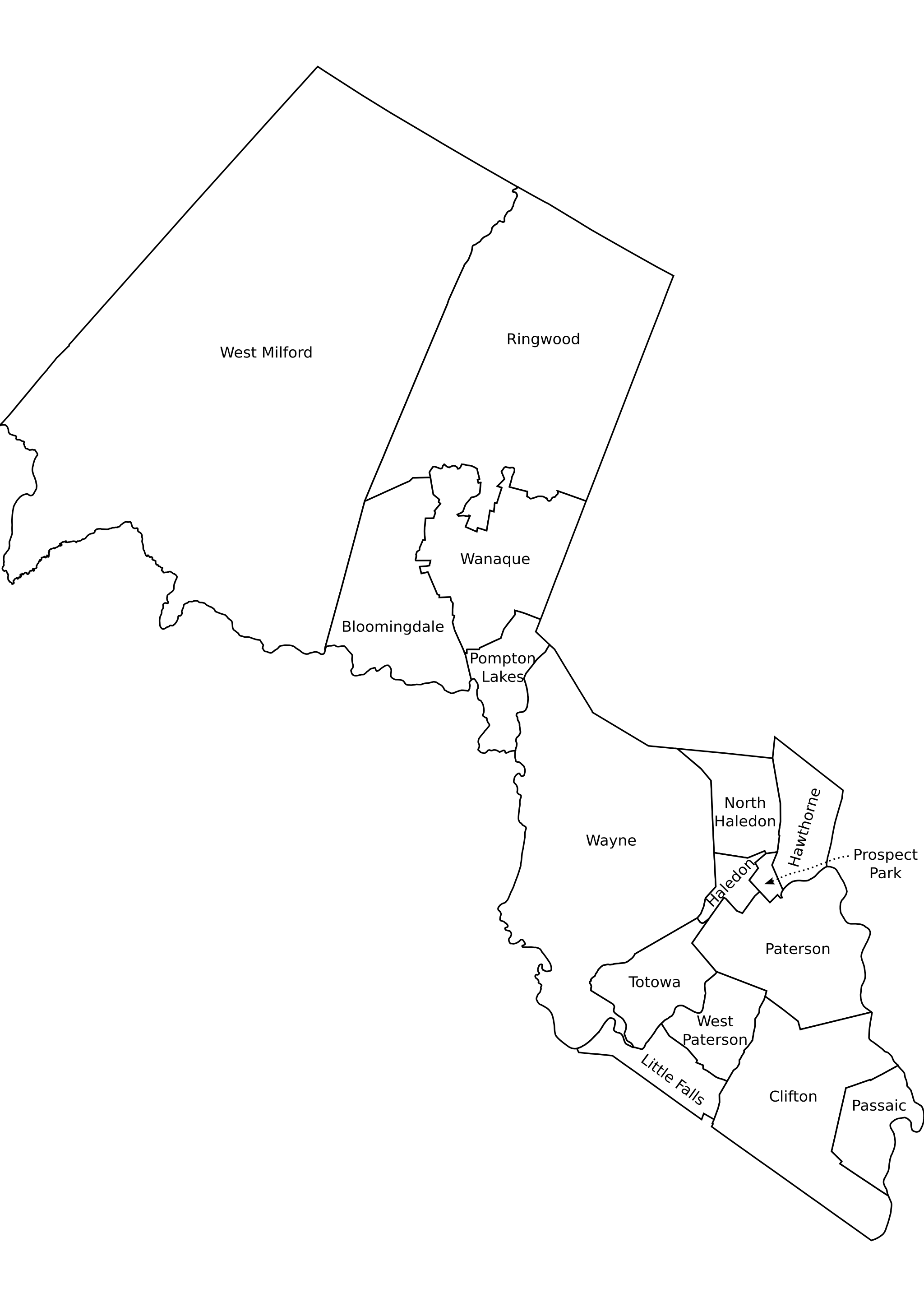
Karta över kommungränser inom Passaic County.

| Kommun        | Kommuntyp | Befolkning | Antal hushåll | Total yta (sq. miles) | Vatten | Land   | Befolknings- täthet | Hushålls- täthet | Ingående orter                               |
| ------------- | --------- | ---------- | ------------- | --------------------- | ------ | ------ | ------------------- | ---------------- | -------------------------------------------- |
| Bloomingdale  | borough   | 7 656      | 3 089         | 9,17                  | 0,45   | 8,71   | 878,6               | 354,5            |                                              |
| Clifton       | city      | 84 136     | 31 946        | 11,40                 | 0,14   | 11,26  | 7 472,0             | 2 837,1          |                                              |
| Haledon       | borough   | 8 318      | 2 932         | 1,16                  | 0,00   | 1,15   | 7 203,9             | 2 539,3          |                                              |
| Hawthorne     | borough   | 18 791     | 7 756         | 3,36                  | 0,03   | 3,33   | 5 635,3             | 2 326,0          |                                              |
| Little Falls  | township  | 14 432     | 4 925         | 2,81                  | 0,07   | 2,74   | 5 276,2             | 1 800,5          | Great Notch Singac (3 618)                   |
| North Haledon | borough   | 8 417      | 3 213         | 3,50                  | 0,04   | 3,45   | 2 436,8             | 930,2            |                                              |
| Passaic       | city      | 69 781     | 20 432        | 3,24                  | 0,10   | 3,15   | 22 179,6            | 6 494,2          |                                              |
| Paterson      | city      | 146 199    | 47 946        | 8,70                  | 0,28   | 8,43   | 17 346,3            | 5 688,7          |                                              |
| Pompton Lakes | borough   | 11 097     | 4 341         | 3,19                  | 0,28   | 2,91   | 3 809,1             | 1 490,1          |                                              |
| Prospect Park | borough   | 5 865      | 1 931         | 0,48                  | 0,00   | 0,48   | 12 347,2            | 4 065,2          |                                              |
| Ringwood      | borough   | 12 228     | 4 331         | 28,17                 | 2,96   | 25,21  | 485,0               | 171,8            |                                              |
| Totowa        | borough   | 10 804     | 3 918         | 4,07                  | 0,07   | 3,99   | 2 704,9             | 980,9            |                                              |
| Wanaque       | borough   | 11 116     | 4 184         | 9,25                  | 1,26   | 7,99   | 1 391,2             | 523,7            | Haskell                                      |
| Wayne         | township  | 54 717     | 19 768        | 25,17                 | 1,45   | 23,73  | 2 306,0             | 833,1            | Packanack Lake Pines Lake Preakness          |
| West Milford  | township  | 25 850     | 10 419        | 80,32                 | 5,23   | 75,09  | 344,3               | 138,8            | Cooper Hewitt Macopin Newfoundland Oak Ridge |
| Woodland Park | borough   | 11 819     | 4 835         | 3,11                  | 0,15   | 2,96   | 3 987.9             | 1 631.4          | (tidigare West Paterson)                     |
| Totalt        |           | 501 226    | 175 966       | 197,11                | 12,51  | 184,59 | 2 715,3             | 953,3            |                                              |